# 黃紅棘鱗魚
黃紅棘鱗魚為輻鰭魚綱金眼鯛目金鱗魚亞目金鱗魚科的其中一種，分布於中東太平洋的夏威夷群島及強斯頓環礁海域，棲息深度1-217公尺，體長可達17公分，棲息在藻礁區，以甲殼類為食，可做為觀賞魚。

## 擴展閱讀
維基物種上的相關：黃紅棘鱗魚